# Caraipa minor
Caraipa minor là một loài thực vật có hoa trong họ Calophyllaceae. Loài này được Huber mô tả khoa học đầu tiên năm 1905.